# Tuinspringstaarten
Tuinspringstaarten (Sminthuridae) zijn een familie van springstaarten en telt 245 beschreven soorten.

## Beschrijving
Deze herbivore springstaarten worden 1 tot 3 mm groot en hebben een bolvormig lichaam. De mannetjes hebben lange, geknikte antennen, die bij veel soorten worden gebruikt om het vrouwtje tijdens de paring vast te houden. De eieren worden in kleine groepjes in de bodem afgezet. De kleur varieert van licht- tot donkerbruin of groen. 

## Verspreiding en leefgebied
Deze familie komt wereldwijd voor in strooisel, op de waterspiegel en in grotten. Ze zijn algemeen in tuinen en kunnen een plaag vormen voor zaailingen van landbouwgewassen.

## Taxonomie
- Onderfamilie Sminthurinae - Lubbock, 1862 (191 soorten)
- Onderfamilie Sphyrothecinae - Betsch, 1980 (54 soorten)

## In Nederland waargenomen soorten
- Genus: Allacma
  - Allacma fusca
  - Allacma gallica
- Genus: Caprainea
  - Caprainea marginata
- Genus: Lipothrix
  - Lipothrix lubbocki
- Genus: Sminthurus
  - Sminthurus leucomelanus
  - Sminthurus multipunctatus
  - Sminthurus nigromaculatus
  - Sminthurus viridis - (Lucerne Flea)
- Genus: Spatulosminthurus
  - Spatulosminthurus flaviceps